# Aplicaciones potenciales de los nanotubos de carbono

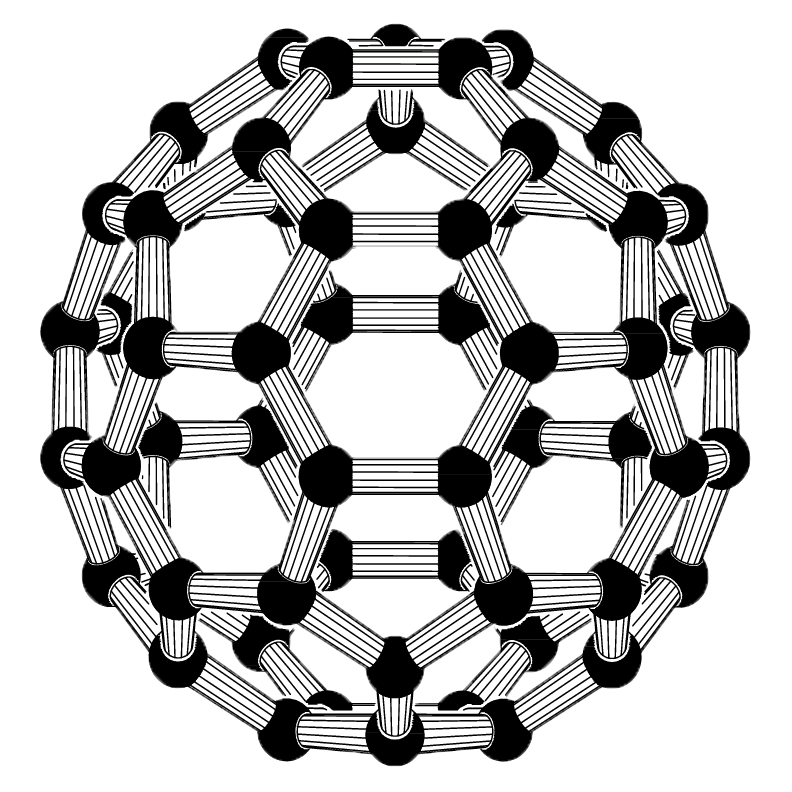
Disposición atómica de los átomos de carbono en el Buckminsterfullereno

Los nanotubos de carbono (CNT por sus siglas en inglés) son cilindros de una o varias capas de grafeno (red). Los diámetros de los nanotubos de carbono de pared simple (SWNT) y los nanotubos de carbono de pared múltiple (MWNT) suelen ser de 0,8 a 2 nm y de 5 a 20 nm, respectivamente, aunque los diámetros de los MWNT pueden superar los 100 nm. Las longitudes de los CNT oscilan entre menos de 100 nm y 0,5 m
Las paredes individuales de los CNT pueden ser metálicas o semiconductoras en función de la orientación de la red con respecto al eje del tubo, lo que se denomina quiralidad. La sección transversal de los MWNT ofrece un módulo elástico cercano a 1 TPa y una resistencia a la tracción de 100 GPa, más de 10 veces superior a la de cualquier fibra industrial. Los MWNT suelen ser metálicos y pueden transportar corrientes de hasta 109 A cm-2. Los SWNT pueden presentar una conductividad térmica de 3500 W m-1 K-1, superior a la del diamante.
En 2013, la producción de nanotubos de carbono superaba varios miles de toneladas anuales y se utilizaba en aplicaciones de almacenamiento de energía, modelado de dispositivos, piezas de automóviles, cascos de barcos, artículos deportivos, filtros de agua, electrónica de película fina, revestimientos, actuadores y escudos electromagnéticos. Las publicaciones relacionadas con los CNT se triplicaron con creces en la década anterior, mientras que los índices de emisión de patentes también aumentaron. La mayor parte de la producción era de arquitectura no organizada. Las arquitecturas organizadas de CNT, como "bosques", hilos y láminas regulares, se produjeron en volúmenes mucho menores. Los CNT se han propuesto incluso como correa de sujeción para un supuesto ascensor espacial.

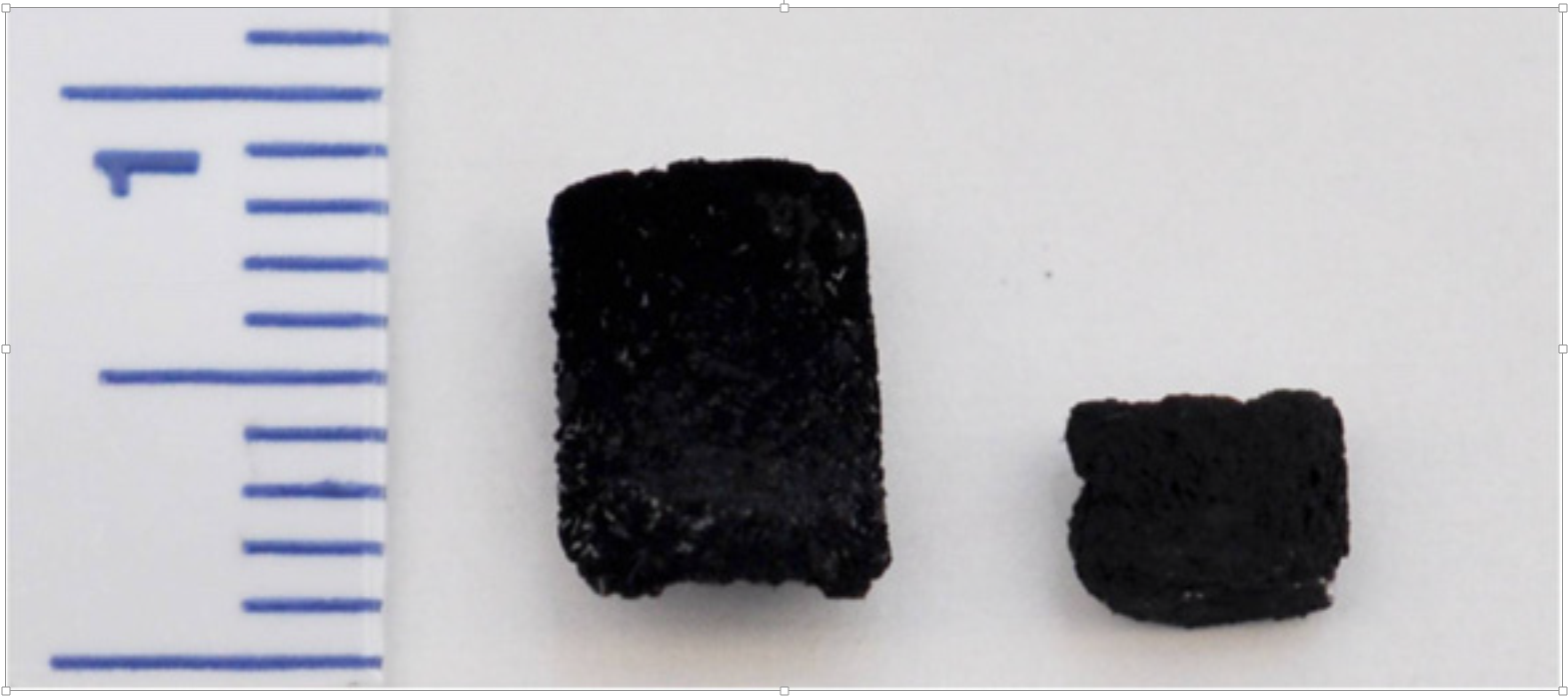
Matrices/arquitecturas 3D de nanotubos de carbono

Recientemente, varios estudios han puesto de relieve la posibilidad de utilizar nanotubos de carbono como bloques de construcción para fabricar dispositivos tridimensionales macroscópicos (>1 mm en las tres dimensiones) totalmente de carbono. Lalwani et al. han descrito un novedoso método de reticulación térmica iniciado por radicales para fabricar matrices macroscópicas, autónomas, porosas y totalmente de carbono utilizando nanotubos de carbono de pared simple y múltiple como bloques de construcción. Estos andamiajes poseen poros macro, micro y nanoestructurados y su porosidad puede adaptarse a aplicaciones específicas. Estas matrices/arquitecturas 3D totalmente de carbono pueden utilizarse para la fabricación de la próxima generación de dispositivos e implantes biomédicos, de almacenamiento de energía, supercondensadores, transistores de emisión de campo, catálisis de alto rendimiento y fotovoltaicos.

## Investigación biológica y biomédica
Investigadores de la Universidad Rice y de la Universidad Estatal de Nueva York - Stony Brook han demostrado que la adición de un bajo % en peso de nanotubos de carbono puede dar lugar a mejoras significativas en las propiedades mecánicas de nanocompuestos poliméricos biodegradables para aplicaciones en ingeniería de tejidos, incluidos hueso, cartílago, músculo y tejido nervioso. La dispersión de un bajo % en peso de grafeno (~0,02 % en peso) produce aumentos significativos de las propiedades mecánicas de compresión y flexión de los nanocompuestos poliméricos. Investigadores de la Universidad Rice, la Universidad Stony Brook, el Centro Médico de la Universidad Radboud de Nimega y la Universidad de California en Riverside han demostrado que los nanotubos de carbono y sus nanocompuestos poliméricos son materiales de andamiaje adecuados para la ingeniería de tejido óseo y la formación ósea.
Los nanotubos de carbono exhiben compatibilidad dimensional y química con biomoléculas, como el ADN y las proteínas. Los CNT permiten la obtención de imágenes fluorescentes y fotoacústicas, así como el calentamiento localizado mediante radiación infrarroja cercana.
Los biosensores SWNT presentan grandes cambios en la impedancia eléctrica y las propiedades ópticas, que suelen modularse mediante la adsorción de una diana en la superficie del CNT. Los bajos límites de detección y la alta selectividad exigen la ingeniería de la superficie de CNT y los efectos de campo, la capacitancia, los cambios espectrales Raman y la fotoluminiscencia para el diseño del sensor. Entre los productos que se están desarrollando figuran tiras reactivas impresas para la detección de estrógenos y progesterona, microarrays para la detección de ADN y proteínas y sensores de NO2
y troponina cardíaca. Otros sensores de CNT similares se utilizan en la industria alimentaria y en aplicaciones militares y medioambientales.
Los CNT pueden ser internalizados por las células, primero mediante la unión de sus puntas a receptores de la membrana celular. Esto permite la transfección de cargas moleculares adheridas a las paredes de los CNT o encapsuladas por ellos. Por ejemplo, el fármaco contra el cáncer doxorrubicina se cargó hasta en un 60% en peso en los CNT, frente a un máximo del 8 al 10% en peso en los liposomas. La liberación de la carga puede desencadenarse mediante radiación cercana al infrarrojo. Sin embargo, es fundamental limitar la retención de los CNT en el organismo para evitar acumulaciones indeseables.
La toxicidad de los CNT sigue siendo una preocupación, aunque la biocompatibilidad de los CNT puede ser manipulable. El grado de inflamación pulmonar causado por la inyección de SWNT bien dispersos fue insignificante en comparación con el asbesto y las partículas en el aire. La aceptación médica de los CNT requiere la comprensión de la respuesta inmunitaria y los estándares de exposición apropiados para inhalación, inyección, ingestión y contacto con la piel. Los bosques de CNT inmovilizados en un polímero no mostraron una respuesta inflamatoria elevada en ratas en relación con los controles. Los CNT se están estudiando como electrodos de interfaz neural de baja impedancia y para el recubrimiento de catéteres con el fin de reducir la trombosis.
También se están desarrollando fuentes de rayos X con CNT para imágenes médicas. Basándose en las propiedades únicas de los CNT, los investigadores han desarrollado cátodos de emisión de campo que permiten un control preciso de los rayos X y la colocación cercana de múltiples fuentes. Las fuentes de rayos X basadas en CNT han demostrado su eficacia en aplicaciones preclínicas de obtención de imágenes de pequeños animales y se encuentran actualmente en fase de ensayo clínico.
En noviembre de 2012, investigadores del Instituto Nacional Estadounidense de Estándares y Tecnología (NIST) demostraron que los nanotubos de carbono de pared simple pueden ayudar a proteger las moléculas de ADN del daño por oxidación.
Un método muy eficaz para introducir nanotubos de carbono en las células es Cell squeezing, una plataforma microfluídica sin vectores de alto rendimiento para la introducción intracelular desarrollada en el Instituto Tecnológico de Massachusetts en los laboratorios de Robert S. Langer .
Además, se han cultivado nanotubos de carbono en el interior de canales microfluídicos para análisis químicos basados en la electrocromatografía. En este caso, la elevada relación superficie-volumen y la alta hidrofobicidad de los CNT se utilizan para reducir en gran medida el tiempo de análisis de pequeñas moléculas neutras que suelen requerir equipos voluminosos para su análisis.

## Materiales compuestos
Debido a las propiedades mecánicas superiores de los nanotubos de carbono, se han propuesto muchas estructuras que van desde artículos cotidianos como ropa y equipamiento deportivo hasta chaquetas de combate y ascensores espaciales. Sin embargo, el ascensor espacial requerirá más esfuerzos para perfeccionar la tecnología de nanotubos de carbono, ya que la resistencia práctica a la tracción de los nanotubos de carbono debe mejorar mucho.
En perspectiva, ya se han logrado avances sobresalientes. El trabajo pionero dirigido por Ray H. Baughman en el Instituto de Nanotecnología ha demostrado que los nanotubos de paredes simples y múltiples pueden producir materiales con una dureza sin igual en los mundos natural y artificial.

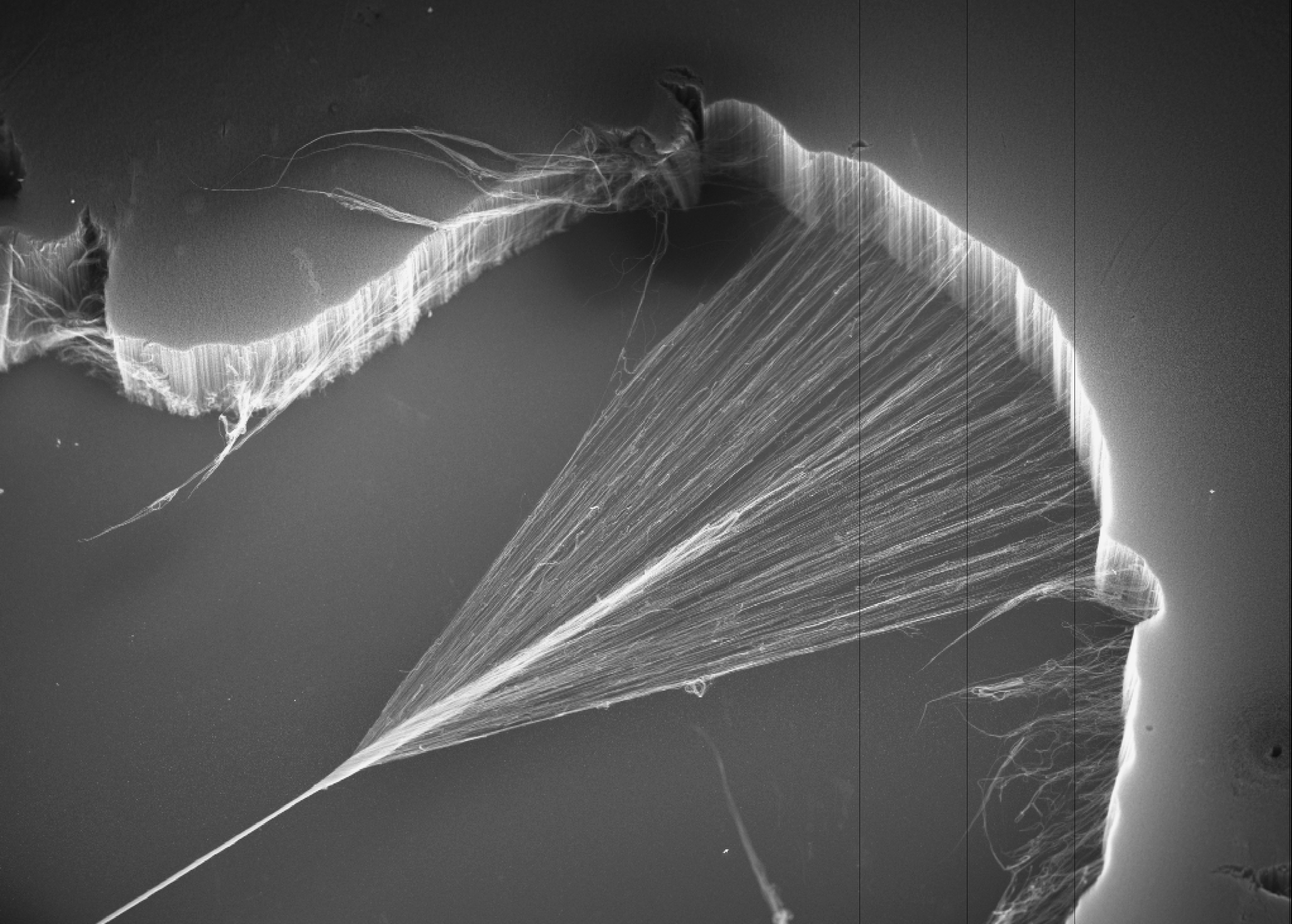
Nanotubos de carbono que se hilan para formar un hilo, CSIRO

Los nanotubos de carbono también son un material prometedor como bloques de construcción en materiales compuestos jerárquicos dadas sus excepcionales propiedades mecánicas (~1 TPa en módulo y ~100 GPa en resistencia). Los intentos iniciales de incorporar los CNT en estructuras jerárquicas (como hilos, fibras o películas) han llevado a propiedades mecánicas significativamente más bajas que estos límites potenciales. La integración jerárquica de nanotubos de carbono de pared múltiple y óxidos de metal/metal dentro de una única nanoestructura puede aprovechar la potencialidad de los compuestos de nanotubos de carbono para la descomposición del agua y la electrocatálisis. Windle et al. han utilizado un método de hilado de deposición química de vapor (CVD) in situ para producir hilos de CNT continuos a partir de aerogeles de CNT cultivados mediante CVD. Los hilos de CNT también se pueden fabricar extrayendo paquetes de CNT de un bosque de CNT y retorciéndolos posteriormente para formar la fibra (método de estirar y torcer, vea la imagen a la derecha). El grupo Windle ha fabricado hilos CNT con resistencias de hasta ~9 GPa en longitudes de calibre pequeñas de ~1 mm, sin embargo, se informaron resistencias de solo aproximadamente ~ 1 GPa en la longitud de referencia más larga de 20 milímetros La razón por la cual las resistencias de las fibras han sido bajas en comparación con la resistencia de los CNT individuales se debe a que no se transfirió la carga de manera efectiva a los CNT constituyentes (discontinuos) dentro de la fibra. Una posible vía para paliar este problema es la reticulación covalente entre haces y entre CNT inducida por irradiación (o deposición) para "unir" eficazmente los CNT, con niveles de dosificación más elevados que den lugar a la posibilidad de obtener fibras compuestas de carbono amorfo/nanotubos de carbono. Espinosa et al. desarrollaron hilos compuestos de DWNT-polímero de alto rendimiento retorciendo y estirando cintas de haces de DWNT orientados aleatoriamente y recubiertos con compuestos orgánicos poliméricos. Estos hilos de DWNT-polímero mostraron una energía de rotura inusualmente alta, de ~100 J-g-1 (comparable a la de uno de los materiales naturales más resistentes, la seda de araña), y una resistencia de hasta ~1,4 GPa. Se están realizando esfuerzos para producir compuestos de CNT que incorporen materiales de matriz más resistentes, como el Kevlar, para mejorar aún más las propiedades mecánicas respecto a las de los CNT individuales.
Debido a la gran resistencia mecánica de los nanotubos de carbono, se está investigando cómo tejerlos en la ropa para crear prendas a prueba de puñaladas y balas. Los nanotubos impedirían eficazmente que la bala penetrara en el cuerpo, aunque la energía cinética de la bala probablemente causaría fracturas óseas y hemorragias internas.
Los nanotubos de carbono también pueden acortar los tiempos de procesamiento y aumentar la eficiencia energética durante el curado de composites mediante el uso de calentadores estructurados con nanotubos de carbono. El autoclave es el método de referencia para el curado de materiales compuestos, pero tiene un precio elevado y limita el tamaño de las piezas. Los investigadores calculan que el curado de una pequeña sección del fuselaje de fibra de carbono y epoxi del Boeing 787 requiere 350 GJ de energía y produce 80 toneladas de dióxido de carbono. Esto es aproximadamente la misma cantidad de energía que consumirían nueve hogares en un año. Además, la eliminación de las limitaciones de tamaño de las piezas elimina la necesidad de unir pequeños componentes de composite para crear estructuras a gran escala. Esto ahorra tiempo de fabricación y da lugar a estructuras más resistentes.
Los calentadores estructurados con nanotubos de carbono prometen sustituir a los autoclaves y hornos convencionales para el curado de composites por su capacidad para alcanzar altas temperaturas a velocidades de rampa rápidas con una gran eficiencia eléctrica y flexibilidad mecánica. Estos calentadores nanoestructurados pueden adoptar la forma de una película y aplicarse directamente al composite. Esto da lugar a una transferencia de calor conductiva, a diferencia de la transferencia de calor convectiva que utilizan los autoclaves y los hornos convencionales. Lee et al. informaron de que sólo el 50% de la energía térmica introducida en un autoclave se transfiere al composite que se está curando, independientemente del tamaño de la pieza, mientras que en un calentador de película nanoestructurada se transfiere alrededor del 90% de la energía térmica, dependiendo del proceso.
Lee et al. consiguieron curar con éxito materiales compuestos de calidad aeroespacial utilizando un calentador de CNT fabricado "empujando en dominó" un bosque de CNT sobre una película de teflón. A continuación, esta película se colocó sobre un preimpregnado OOA (tecnología y aplicación Out of Autoclave) de 8 capas. Se incorporó aislamiento térmico alrededor del conjunto. A continuación, todo el conjunto se envasó al vacío y se calentó con una fuente de alimentación de 30 V CC. Se realizaron pruebas mecánicas y de grado de curado para comparar los composites curados de forma convencional con su configuración OOA. Los resultados mostraron que no había diferencias en la calidad del composite creado. Sin embargo, la cantidad de energía necesaria para curar el composite OOA se redujo en dos órdenes de magnitud, de 13,7 MJ a 118,8 kJ.
Sin embargo, antes de que los nanotubos de carbono puedan utilizarse para curar los fuselajes del Boeing 787, es necesario un mayor desarrollo. El mayor reto a la hora de crear calentadores estructurados con nanotubos de carbono es conseguir una dispersión uniforme de los nanotubos en una matriz polimérica para garantizar que el calor se aplique de manera uniforme. La elevada superficie de los nanotubos de carbono genera fuertes fuerzas de Van Der Waals entre cada uno de ellos, lo que provoca su aglomeración y hace que las propiedades caloríficas no sean uniformes. Además, la matriz de polímero debe elegirse cuidadosamente para que pueda soportar las altas temperaturas generadas y los ciclos térmicos repetitivos necesarios para curar múltiples componentes compuestos.

### Mezclas
Los MWNT se utilizaron por primera vez como cargas conductoras de la electricidad en metales, en concentraciones de hasta el 83,78% en peso (wt%). Los compuestos de MWNT y polímeros alcanzan conductividades de hasta 10.000 S m-1 con una carga del 10% en peso. En la industria del automóvil, los plásticos de CNT se utilizan en la pintura asistida por electrostática de carcasas de retrovisores, así como en conductos de combustible y filtros que disipan la carga electrostática. Otros productos son los paquetes de blindaje contra interferencias electromagnéticas (EMI) y los soportes de obleas de silicio.
Para aplicaciones de soporte de carga, los polvos de CNT se mezclan con polímeros o resinas precursoras para aumentar la rigidez, la resistencia y la tenacidad. Estas mejoras dependen del diámetro, la relación de aspecto, la alineación, la dispersión y la interacción interfacial de los CNT. Las resinas premezcladas y los lotes maestros emplean cargas de CNT de 0,1 a 20 % en peso. El "stick-slip" a nanoescala entre los CNT y los contactos CNT-polímero puede aumentar la amortiguación del material y mejorar los artículos deportivos, como raquetas de tenis, bates de béisbol y cuadros de bicicleta.
Las resinas CNT mejoran los compuestos de fibra, incluidas las palas de turbinas eólicas y los cascos de los barcos de seguridad marítima que se fabrican mejorando los compuestos  de fibra de carbono con resina mejorada con CNT. Los CNT se implementan como aditivos en los precursores orgánicos de fibras de carbono más fuertes de 1 μm de diámetro. Los CNT influyen en la disposición del carbono en la fibra pirolizada.
Ante el reto de organizar los CNT a mayor escala, se crean compuestos de fibras jerárquicas haciendo crecer bosques alineados sobre fibras de vidrio, carburo de silicio (SiC), alúmina y carbono, creando las llamadas fibras "difusas". Los tejidos de epoxi difuso CNT-SiC y CNT-alúmina mostraron una mejora del 69% en la resistencia a la fisuración (modo I) y/o la resistencia interlaminar al cizallamiento en el plano (modo II). Entre las aplicaciones que se están investigando figuran la protección contra rayos, el deshielo y el control de la salud estructural de las aeronaves.
Los MWNT se pueden usar como un aditivo retardante de llama para plásticos debido a los cambios en la reología por la carga de nanotubos.  Estos aditivos pueden sustituir a los retardantes de llama halogenados, que se enfrentan a restricciones medioambientales.
Las mezclas de CNT/concreto ofrecen una mayor resistencia a la tracción y una menor propagación de grietas.
El buckypaper (agregado de nanotubos) puede mejorar significativamente la resistencia al fuego gracias a una eficiente reflexión del calor

### Textiles
Los estudios previos sobre el uso de CNT para la funcionalización textil se centraron en el hilado de fibras para mejorar las propiedades físicas y mecánicas. Recientemente se ha prestado mucha atención al recubrimiento de tejidos con CNT. Se han empleado varios métodos para modificar los tejidos con CNT. Por ejemplo, Panhuis et al. produjeron e-textiles inteligentes para la biovigilancia humana utilizando un recubrimiento a base de polielectrolitos con CNT. Además, Panhuis et al. tiñeron material textil por inmersión en una solución de polímero de poli (ácido 2-metoxi anilina-5-sulfónico) PMAS o en una dispersión de PMAS-SWNT con conductividad y capacitancia mejoradas con un comportamiento duradero. En otro estudio, Hu y colaboradores recubrieron nanotubos de carbono de pared simple con un sencillo proceso de "inmersión y secado" para aplicaciones de electrónica vestible y almacenamiento de energía. En un estudio reciente, Li y sus colaboradores utilizaron un separador elastomérico y casi consiguieron un supercondensador totalmente estirable basado en macropelículas de nanotubos de carbono de pared simple. Se utilizó poliuretano electrospun, que proporcionó una buena capacidad de estiramiento mecánico, y toda la célula consiguió una excelente estabilidad de carga y descarga. Los CNT tienen una estructura de nanotubos alineados y una carga superficial negativa. Por lo tanto, tienen estructuras similares a los colorantes directos, por lo que el método de agotamiento se aplica para el recubrimiento y la absorción de CNT en la superficie de la fibra para la preparación de tejido multifuncional incluyendo antibacteriano, conductor eléctrico, retardante de llama y propiedades de absorción electromagnética.
Más adelante, los hilos y láminas de CNT fabricados por deposición química directa de vapor (CVD) o métodos de hilado o estirado podrán competir con la fibra de carbono para usos de gama alta, sobre todo en aplicaciones sensibles al peso que requieran una funcionalidad eléctrica y mecánica combinada. Los hilos de investigación fabricados con CNT de pocas paredes han alcanzado una rigidez de 357 GPa y una resistencia de 8,8 GPa para una longitud de calibre comparable a la de los CNT milimétricos del hilo. Las longitudes a escala centimétrica sólo ofrecen una resistencia gravimétrica de 2 GPa, igual a la del Kevlar.
Dado que la probabilidad de que se produzca un fallo crítico aumenta con el volumen, es posible que los hilos nunca alcancen la resistencia de los CNT individuales. Sin embargo, la elevada superficie de los CNT puede proporcionar un acoplamiento interfacial que mitigue estas deficiencias. Los hilos de CNT pueden anudarse sin pérdida de resistencia. El recubrimiento de láminas de CNT estiradas con polvo funcional antes de insertar la torsión produce hilos tejibles, trenzables y cosibles que contienen hasta un 95 % en peso de polvo. Entre sus usos figuran los hilos superconductores, los electrodos de baterías y pilas de combustible y los textiles autolimpiables.
Las fibras de SWNT alineados, todavía poco prácticas, pueden fabricarse mediante hilado por coagulación de suspensiones de CNT. Para su comercialización se necesitan SWNT más baratos o MWNT hilados. Los nanotubos de carbono pueden disolverse en superácidos, como el ácido fluorosulfúrico, y estirarse hasta formar fibras en hilatura seca por chorro húmedo.
Se han fabricado hilos compuestos de DWNT y polímero retorciendo y estirando cintas de haces de DWNT orientados aleatoriamente y recubiertos con compuestos orgánicos poliméricos.
Chalecos antibalas: chaquetas de combate La Universidad de Cambridge desarrolló las fibras y autorizó a una empresa a fabricarlas. En comparación, la fibra Kevlar, resistente a las balas, falla a 27-33 J/g
Los músculos sintéticos ofrecen una alta relación de contracción/extensión dada una corriente eléctrica.
Los SWNT se utilizan como material experimental para paneles de puentes estructurales extraíbles.
En 2015, los investigadores incorporaron CNT y grafeno en la seda de araña, aumentando su fuerza y dureza a un nuevo récord. Rociaron 15 arañas Pholcidae con agua que contenía nanotubos o escamas. La seda resultante tenía una resistencia a la fractura de hasta 5,4 GPa, un módulo de Young de hasta 47,8 GPa y un módulo de tenacidad de hasta 2,1 GPa, superando a las fibras poliméricas sintéticas de alto rendimiento (p. Kevlar49 ) y fibras anudadas.

### Resortes de nanotubos de carbono
Los "bosques" de muelles de MWNT estirados y alineados pueden alcanzar una densidad energética 10 veces superior a la de los muelles de acero, ofreciendo durabilidad cíclica, insensibilidad a la temperatura, ausencia de descarga espontánea y velocidad de descarga arbitraria. Se espera que los bosques de SWNT puedan almacenar mucho más que los MWNT.

### Aleaciones
La adición de pequeñas cantidades de CNT a metales aumenta la resistencia a la tracción y el módulo, con potencial en estructuras aeroespaciales y de automoción. Los compuestos comerciales de aluminio y CNT tienen una resistencia comparable a la del acero inoxidable (de 0,7 a 1 GPa) con un tercio de la densidad (2,6 g cm-3), comparable a la de aleaciones más caras de aluminio y litio.

### Recubrimientos y películas
Los CNT pueden servir como material de recubrimiento multifuncional. Por ejemplo, las mezclas de pintura/MWNT pueden reducir la contaminación biológica de los cascos de los barcos al desalentar la adherencia de algas y percebes. Son una posible alternativa a las pinturas que contienen biocidas, peligrosas para el medio ambiente. La mezcla de CNT en recubrimientos anticorrosión para metales puede mejorar la rigidez y la resistencia del recubrimiento y proporcionar un camino para la protección catódica.
Los CNT son una alternativa económica a la ITO para una serie de dispositivos de consumo. Además del coste, los conductores flexibles y transparentes de los CNT ofrecen una ventaja sobre los frágiles revestimientos de ITO (óxido de indio-estaño) para pantallas flexibles. Los conductores de CNT pueden depositarse a partir de una solución y modelarse mediante métodos como la serigrafía. Las películas de SWNT ofrecen una transparencia del 90% y una resistividad de 100 ohmios por cuadrado. Estas películas se están desarrollando para calefactores de película fina, por ejemplo para descongelar ventanas o aceras.
Los bosques y espumas de nanotubos de carbono también pueden recubrirse con diversos materiales para modificar su funcionalidad y rendimiento. Algunos ejemplos son los CNT recubiertos de silicio para crear baterías flexibles de alta densidad energética, los recubrimientos de grafeno para crear aerogeles de gran elasticidad y los recubrimientos de carburo de silicio para crear un material estructural resistente para microarquitecturas 3D de alta relación de aspecto.
Existe una amplia gama de métodos para convertir los CNT en recubrimientos y películas.

#### Detectores de potencia óptica
Una mezcla pulverizada de nanotubos de carbono y cerámica demuestra una capacidad sin precedentes para resistir los daños a la vez que absorbe la luz láser. Estos recubrimientos, que absorben la energía de los láseres de alta potencia sin descomponerse, son esenciales para los detectores ópticos de potencia que miden la salida de dichos láseres. Se utilizan, por ejemplo, en equipos militares para desactivar minas sin explotar. El compuesto está formado por nanotubos de carbono multipared y una cerámica de silicio, carbono y nitrógeno. El boro aumenta la temperatura de ruptura. Los nanotubos y el carbono similar al grafeno transmiten bien el calor, mientras que la cerámica resistente a la oxidación aumenta la resistencia a los daños. Para crear el recubrimiento se dispersaron los nanotubos en tolueno, al que se añadió un polímero líquido transparente que contenía boro. La mezcla se calentó a 1.100 °C (2.010 °F). El resultado se trituró hasta obtener un polvo fino, se dispersó de nuevo en tolueno y se pulverizó en una fina capa sobre una superficie de cobre. El recubrimiento absorbió el 97,5% de la luz de un láser infrarrojo lejano y toleró 15 kilovatios por centímetro cuadrado durante 10 segundos. La tolerancia al daño es aproximadamente un 50 por ciento superior a la de revestimientos similares, por ejemplo, nanotubos solos y pintura de carbono.

#### Absorción de radar
Los radares funcionan en la gama de frecuencias de microondas, que pueden ser absorbidas por los MWNT. Aplicar los MWNT al avión haría que el radar los absorbiera y, por tanto, parecería tener una sección transversal de radar más pequeña. Una de estas aplicaciones podría ser pintar los nanotubos sobre el avión. Recientemente, la Universidad de Michigan ha estudiado la utilidad de los nanotubos de carbono como tecnología de ocultación en los aviones. Se ha descubierto que, además de absorber el radar, los nanotubos no reflejan ni dispersan la luz visible, por lo que son prácticamente invisibles por la noche, como si se pintaran de negro los aviones furtivos actuales, pero de forma mucho más eficaz. Sin embargo, las limitaciones actuales de fabricación hacen imposible la producción de aviones recubiertos de nanotubos. Una teoría para superar estas limitaciones actuales consiste en cubrir pequeñas partículas con los nanotubos y suspender las partículas cubiertas de nanotubos en un medio como la pintura, que luego puede aplicarse a una superficie, como un avión furtivo.
En 2010, Lockheed Martin Corporation solicitó una patente para un material absorbente de radar basado en CNT, que fue reasignado y otorgado a Applied NanoStructure Solutions, LLC en 2012. Algunos creen que este material está incorporado en el F-35 Lightning II .

## Microelectrónica
Se han fabricado transistores basados en nanotubos, también conocidos como transistores de efecto de campo de nanotubos de carbono (CNTFET), que funcionan a temperatura ambiente y son capaces de conmutar digitalmente utilizando un solo electrón. Sin embargo, uno de los principales obstáculos para la realización de los nanotubos ha sido la falta de tecnología para su producción en masa. En 2001, investigadores de IBM demostraron que los nanotubos metálicos pueden destruirse y dejar los semiconductores para utilizarlos como transistores. Su proceso se denomina "destrucción constructiva", que incluye la destrucción automática de nanotubos defectuosos en la oblea. Sin embargo, este proceso sólo permite controlar las propiedades eléctricas a escala estadística.Los SWNT resultan atractivos para los transistores por su baja dispersión de electrones y su banda prohibida. Los SWNT son compatibles con las arquitecturas de los transistores de efecto de campo (FET) y los dieléctricos de alta k. A pesar de los avances logrados tras la aparición del transistor de CNT en 1998, cabe destacar un FET de efecto túnel con una oscilación subumbral de <60 mV por década (2004), un radio (2007) y un FET con una longitud de canal inferior a 10 nm y una densidad de corriente normalizada de 2,41 mA μm-1 a 0,5 V, superior a las obtenidas para dispositivos de silicio.
Sin embargo, el control del diámetro, quiralidad, densidad y ubicación sigue siendo insuficiente para la producción comercial. Los dispositivos menos exigentes de decenas a miles de SWNT son más prácticos de inmediato. El uso de matrices/transistores CNT aumenta la corriente de salida y compensa los defectos y las diferencias de quiralidad, mejorando la uniformidad y la reproducibilidad del dispositivo. Por ejemplo, los transistores que utilizan matrices CNT alineadas horizontalmente lograron movilidades de 80 cm2 V−1 s−1, pendientes subliminales de 140 mV por década y relaciones de encendido/apagado de hasta 105. Los métodos de deposición de película CNT permiten la fabricación convencional de semiconductores de más de 10 000 dispositivos CNT por chip.
Los transistores de película fina (TFT) de CNT impresos resultan atractivos para accionar pantallas de diodos orgánicos emisores de luz, ya que presentan una movilidad superior a la del silicio amorfo (~1 cm2 V-1 s-1) y pueden depositarse por métodos de baja temperatura y sin vacío. Se demostraron TFT de CNT flexibles con una movilidad de 35 cm2 V-1 s-1 y una relación de encendido/apagado de 6×106. Un FET vertical de CNT mostró una salida de corriente suficiente para accionar OLEDs a bajo voltaje, permitiendo la emisión rojo-verde-azul a través de una red transparente de CNTs. Se está estudiando la posibilidad de utilizar CNT en etiquetas de identificación por radiofrecuencia. Se demostró la retención selectiva de los SWNT semiconductores durante el recubrimiento por rotación y la reducción de la sensibilidad a los adsorbatos.La Hoja de Ruta Tecnológica Internacional para semiconductores sugiere que los CNT podrían sustituir a las interconexiones de Cu en los circuitos integrados, debido a su baja dispersión, su alta capacidad de transporte de corriente y su resistencia a la electromigración. Para ello, se necesitan vías formadas por CNT metálicos densamente empaquetados (>1013 cm-2) con baja densidad de defectos y baja resistencia de contacto. Recientemente se han demostrado interconexiones compatibles con semiconductores de óxido metálico complementario (CMOS) de 150 nm de diámetro con una resistencia de orificio de contacto de CNT de 2,8 kohmios en obleas de 200 mm de diámetro. Además, como sustitutos de los puntos de soldadura, los CNT pueden funcionar como conductores eléctricos y disipadores de calor en amplificadores de alta potencia.
Por último, se ha adaptado para su comercialización un concepto de memoria no volátil basada en interruptores electromecánicos individuales de barras cruzadas de CNT mediante el estampado de películas finas de CNT desordenadas como elementos funcionales. Para ello ha sido necesario desarrollar suspensiones ultrapuras de CNT que puedan recubrirse por rotación y procesarse en entornos industriales de sala blanca y, por tanto, sean compatibles con las normas de procesamiento CMOS.

### Transistores
Los transistores de efecto de campo de nanotubos de carbono (CNTFET, por sus siglas en inglés) pueden funcionar a temperatura ambiente y son capaces de conmutar digitalmente utilizando un solo electrón. En 2013 se demostró un circuito lógico de CNT capaz de realizar un trabajo útil. Entre los principales obstáculos a la microelectrónica basada en nanotubos se encuentran la ausencia de tecnología para la producción en masa, la densidad de los circuitos, el posicionamiento de los contactos eléctricos individuales, la pureza de las muestras, el control de la longitud, la quiralidad y la alineación deseada, el presupuesto térmico y la resistencia de los contactos.
Uno de los principales retos era regular la conductividad. Dependiendo de las sutiles características de la superficie, un nanotubo puede actuar como conductor o como semiconductor.
Otra forma de fabricar transistores de nanotubos de carbono ha sido utilizar redes aleatorias de ellos. Al hacerlo, se promedian todas sus diferencias eléctricas y se pueden producir dispositivos a gran escala a nivel de oblea. Este enfoque fue patentado por primera vez por Nanomix Inc. (fecha de la solicitud original, junio de 2002). Fue publicado por primera vez en la literatura académica por el Laboratorio de Investigación Naval de los Estados Unidos en 2003 a través de un trabajo de investigación independiente. Este enfoque también permitió a Nanomix fabricar el primer transistor en un sustrato flexible y transparente.
Dado que el camino libre medio de los electrones en los SWCNT puede superar 1 micrómetro, los CNTFET de canal largo presentan características de transporte casi balísticas, lo que se traduce en altas velocidades. Se prevé que los dispositivos de CNT funcionen en frecuencias de cientos de gigahercios.
Los nanotubos pueden crecer sobre nanopartículas de metal magnético (Fe, Co), lo que facilita la producción de dispositivos electrónicos (espintrónicos). En particular, se ha demostrado el control de la corriente a través de un transistor de efecto de campo mediante un campo magnético en una nanoestructura de tubo único.

#### Historia
En 2001, investigadores de IBM demostraron cómo se pueden destruir los nanotubos metálicos, dejando los nanotubos semiconductores para su uso como componentes. Utilizando la "destrucción constructiva", destruyeron nanotubos defectuosos en la oblea. Sin embargo, este proceso sólo permite controlar las propiedades eléctricas a escala estadística. En 2003 se publicaron unos transistores balísticos a temperatura ambiente con contactos metálicos óhmicos y un dieléctrico de alto kP, que generaban entre 20 y 30 veces más corriente que los Mosfet de silicio más avanzados. El paladio es un metal con una elevada función de trabajo que presenta contactos sin barrera Schottky con nanotubos semiconductores de diámetros >1,7 nm.
El potencial de los nanotubos de carbono quedó demostrado en 2003, cuando se publicaron transistores balísticos a temperatura ambiente con contactos metálicos óhmicos y dieléctrico de alto kP, que mostraban una corriente en ON 20-30 veces superior a la de los MOSFET de Si más avanzados. Esto supuso un importante avance en este campo, ya que se demostró que los de CNT podían superar potencialmente a los de Si. Por aquel entonces, la formación de contactos metálicos óhmicos era uno de los principales retos. A este respecto, se demostró que el paladio, que es un metal con una alta función de trabajo, presentaba contactos sin barrera Schottky con nanotubos semiconductores de diámetros >1,7 nm.
El primer circuito de memoria integrado de nanotubos se hizo en 2004. Uno de los principales retos ha sido la regulación de la conductividad de los nanotubos. Dependiendo de las sutiles características de la superficie, un nanotubo puede actuar como un conductor simple o como un semiconductor. Sin embargo, se ha desarrollado un método completamente automatizado para eliminar los tubos que no son semiconductores.
En 2013, los investigadores demostraron un prototipo completo de computadora de escala micrométrica de Turing . Los transistores de nanotubos de carbono como circuitos de puerta lógica con densidades comparables a la tecnología CMOS moderna aún no se han demostrado.
En 2014, se utilizaron redes de nanotubos de carbono semiconductores purificados como material activo en transistores de película delgada tipo p. Fueron creados usando impresoras 3-D usando inyección de tinta o métodos de huecograbado en sustratos flexibles, incluyendo poliimida y polietileno (PET) y sustratos transparentes como el vidrio. Estos transistores exhiben de manera confiable altas movilidades (> 10 cm2 V −1 s −1 ) y relaciones ON/OFF (> 1000), así como tensiones de umbral por debajo de 5 V. Ofrecen densidad de corriente y bajo consumo de energía, así como estabilidad ambiental y flexibilidad mecánica. Quedan por resolver la histéresis en las curvas corriente-voltaje, así como la variabilidad en el voltaje umbral.
En 2015, los investigadores anunciaron una nueva forma de conectar cables a SWNT que permite seguir reduciendo el ancho de los cables sin aumentar la resistencia eléctrica. Se esperaba que el avance redujera el punto de contacto entre los dos materiales a solo 40 átomos de ancho y luego a menos. Los tubos se alinean en filas regularmente espaciadas sobre obleas de silicio. Las simulaciones indicaron que los diseños podrían optimizarse para un alto rendimiento o un bajo consumo de energía. No se esperaban dispositivos comerciales hasta la década de 2020.

### Gestión térmica
Las grandes estructuras de nanotubos de carbono pueden utilizarse para la gestión térmica de circuitos electrónicos. Se utilizó una capa de nanotubos de carbono de aproximadamente 1 mm de grosor como material especial para fabricar refrigeradores, este material tiene una densidad muy baja, ~20 veces menos peso que una estructura de cobre similar, mientras que las propiedades de refrigeración son similares para los dos materiales.
Buckypaper tiene características apropiadas para su uso como disipador de calor para aglomerados, retroiluminación para pantallas LCD o como jaula de Faraday.

## Células solares
Una de las aplicaciones más prometedoras de los nanotubos de carbono de pared simple (SWNT) es su uso en paneles solares, debido a sus fuertes características de absorción UV/Vis-NIR. La investigación ha demostrado que pueden proporcionar un aumento considerable de la eficiencia, incluso en su estado actual no optimizado. Las células solares desarrolladas en el Instituto de Tecnología de Nueva Jersey utilizan un complejo de nanotubos de carbono, formado por una mezcla de nanotubos de carbono y buckyballs de carbono (conocidos como fullerenos) para formar estructuras en forma de serpiente. Las buckyballs atrapan electrones, pero no pueden hacerlos fluir. Si se añade luz solar para excitar los polímeros, las buckyballs atraparán los electrones. Los nanotubos, que se comportan como hilos de cobre, podrán entonces hacer fluir los electrones o la corriente. Se han llevado a cabo investigaciones adicionales sobre la creación de paneles solares híbridos de SWNT para aumentar aún más la eficiencia. Estos híbridos se crean combinando SWNT con donantes de electrones fotoexcitables para aumentar el número de electrones generados. Se ha descubierto que la interacción entre la porfirina fotoexcitable y los SWNT genera pares de electroagujeros en las superficies de los SWNT. Este fenómeno se ha observado experimentalmente, y contribuye prácticamente a un aumento de la eficiencia de hasta el 8,5%.
Los nanotubos pueden reemplazar potencialmente  al óxido de indio y estaño en las células solares como una película conductora transparente en las células solares para permitir que la luz pase a las capas activas y generar fotocorriente.
Los CNT en las células solares orgánicas ayudan a reducir la pérdida de energía (recombinación de portadores) y mejoran la resistencia a la fotooxidación. Las tecnologías fotovoltaicas pueden algún día incorporar heterouniones CNT-silicio para aprovechar la generación eficiente de múltiples excitones en uniones pn formadas dentro de CNT individuales. A corto plazo, la energía fotovoltaica comercial puede incorporar electrodos SWNT transparentes.

## Almacenamiento de hidrógeno
Además de poder almacenar energía eléctrica, se ha investigado el uso de nanotubos de carbono para almacenar hidrógeno y utilizarlo como fuente de combustible. Aprovechando los efectos capilares de los pequeños nanotubos de carbono, es posible condensar gases en alta densidad dentro de nanotubos de pared simple. Esto permite almacenar gases, sobre todo hidrógeno (H2), a altas densidades sin que se condensen en un líquido. Potencialmente, este método de almacenamiento podría utilizarse en vehículos en lugar de los depósitos de combustible para un coche impulsado por hidrógeno. Uno de los problemas actuales de los vehículos de hidrógeno es el almacenamiento del combustible a bordo. Los métodos de almacenamiento actuales implican enfriar y condensar el gas H2 hasta un estado líquido para su almacenamiento, lo que provoca una pérdida de energía potencial (25-45%) en comparación con la energía asociada al estado gaseoso. El almacenamiento mediante SWNTs permitiría mantener el H2 en estado gaseoso, aumentando así la eficiencia del almacenamiento. Este método permite una relación volumen/energía ligeramente inferior a la de los vehículos de gas actuales, lo que permite una autonomía ligeramente inferior pero comparable.
La eficacia del almacenamiento de hidrógeno mediante adsorción en nanotubos de carbono es un tema controvertido y objeto de frecuentes experimentos. La eficacia del almacenamiento de hidrógeno es fundamental para su uso como fuente primaria de combustible, ya que el hidrógeno sólo contiene aproximadamente una cuarta parte de la energía por unidad de volumen que la gasolina. Sin embargo, los estudios demuestran que lo más importante es la superficie de los materiales utilizados. Así, un carbón activado con una superficie de 2.600 m2/g puede almacenar hasta un 5,8% p/p. (Porcentaje Peso a Peso (%P/P) en Disoluciones) En todos estos materiales carbonosos, el hidrógeno se almacena por fisisorción a 70-90K.

### Capacidad experimental
Un experimento trató de determinar la cantidad de hidrógeno almacenado en los CNT utilizando el análisis de detección de retroceso elástico (ERDA). Los CNT (principalmente SWNT) se sintetizaron mediante deposición química de vapor (CVD) y se sometieron a un proceso de purificación en dos etapas que incluía oxidación con aire y tratamiento con ácido. A continuación, se formaron discos planos y uniformes y se expusieron a hidrógeno puro presurizado a varias temperaturas. Cuando se analizaron los datos, se comprobó que la capacidad de los CNT para almacenar hidrógeno disminuía a medida que aumentaba la temperatura. Además, la mayor concentración de hidrógeno medida fue de ~0,18%; significativamente inferior a lo que debe ser un almacenamiento de hidrógeno comercialmente viable. Otro trabajo experimental realizado mediante un método gravimétrico también reveló que la capacidad máxima de captación de hidrógeno de los CNT era tan baja como el 0,2%.
En otro experimento, los nantubos de carbono se sintetizaron mediante CVD y su estructura se caracterizó mediante espectroscopia Raman . Utilizando digestión por microondas, las muestras se expusieron a diferentes concentraciones de ácido y diferentes temperaturas durante varios períodos de tiempo en un intento de encontrar el método de purificación óptimo para los SWNT del diámetro determinado anteriormente. A continuación, las muestras purificadas se expusieron a hidrógeno gaseoso a diversas presiones altas y se representó gráficamente su porcentaje de adsorción en peso. Los datos mostraron que son posibles niveles de adsorción de hidrógeno de hasta el 3,7 % con una muestra muy pura y en las condiciones adecuadas. Se cree que la digestión por microondas ayuda a mejorar la capacidad de adsorción de hidrógeno de los CNT al abrir los extremos, lo que permite el acceso a las cavidades internas de los nanotubos.

### Limitaciones en la adsorción eficiente de hidrógeno
El mayor obstáculo para el almacenamiento eficiente de hidrógeno utilizando CNT es la pureza de los nanotubos. Para lograr la máxima adsorción de hidrógeno, debe haber un mínimo de grafeno, carbono amorfo y depósitos metálicos en la muestra de nanotubos. Los métodos actuales de síntesis de CNT requieren un paso de purificación. Sin embargo, incluso con nanotubos puros, la capacidad de adsorción solo se maximiza bajo altas presiones, que no son deseables en los tanques de combustible comerciales.

## Componentes electrónicos
Varias empresas están desarrollando películas CNT transparentes y conductoras de electricidad y nanobuds para reemplazar al óxido de indio y estaño (ITO) en LCD, pantallas táctiles y dispositivos fotovoltaicos. Las películas de nanotubos son prometedoras para su uso en pantallas de computadoras, teléfonos celulares, asistentes digitales personales y cajeros automáticos . Los diodos CNT muestran un efecto fotovoltaico .
Los nanotubos de paredes múltiples ( MWNT recubiertos con magnetita ) pueden generar fuertes campos magnéticos. Avances recientes muestran que MWNT recubiertos con nanopartículas de maghemita se puede orientar en un campo magnético y mejorar las propiedades eléctricas del material compuesto en la dirección del campo para su uso en escobillas de motores eléctricos .
Una capa de nanotubos de pared simple ( SWNT ) enriquecidos con hierro al 29 % colocado encima de una capa de material explosivo como PETN puede encenderse con un flash de cámara normal.
Los CNT se pueden usar como cañones de electrones en tubos de rayos catódicos (CRT) en miniatura en pantallas de alto brillo, baja energía y bajo peso. Una pantalla consistiría en un grupo de diminutos CRT, cada uno de los cuales proporciona los electrones para iluminar el fósforo de un píxel, en lugar de tener un CRT cuyos electrones se dirigen mediante campos eléctricos y magnéticos. Estas pantallas se conocen como pantallas de emisión de campo (FED).
Los CNT pueden actuar como antenas para radios y otros dispositivos electromagnéticos .
Los CNT conductores se utilizan en escobillas para motores eléctricos comerciales. Reemplazan al negro de humo tradicional. Los nanotubos mejoran la conductividad eléctrica y térmica porque se extienden a través de la matriz plástica de la escobilla. Esto permite que el relleno de carbón se reduzca del 30 % al 3,6 %, de modo que haya más matriz presente en la escobilla. Las escobillas de motor compuestas de nanotubos están mejor lubricadas (desde la matriz), funcionan más frías (tanto por una mejor lubricación como por una conductividad térmica superior), menos quebradizas (más matriz y refuerzo de fibra), más fuertes y moldeables con mayor precisión (más matriz). Dado que las escobillas son un punto crítico de falla en los motores eléctricos y además no necesitan mucho material, se volvieron económicas antes que casi cualquier otra aplicación.
Los cables para transportar corriente eléctrica pueden fabricarse a partir de nanotubos y compuestos de nanotubos y polímeros. Se han fabricado alambres pequeños con conductividad específica superior al cobre y al aluminio; los cables no metálicos de mayor conductividad.
Los CNT están bajo investigación como alternativa a los filamentos de tungsteno en las bombillas incandescentes.

### Interconexiones
Los nanotubos de carbono metálicos han despertado el interés de la investigación por su aplicabilidad como interconexiones de integración a muy gran escala (VLSI) debido a su alta estabilidad térmica, alta conductividad térmica y gran capacidad de carga de corriente . Un CNT aislado puede transportar densidades de corriente superiores a 1000 MA/cm2 sin sufrir daños, incluso a una temperatura elevada de 250 grados Celsius (482 °F), eliminando las preocupaciones de confiabilidad de electromigración que plagan las interconexiones de Cu. El trabajo de modelado reciente que compara los dos ha demostrado que las interconexiones de paquetes de CNT pueden potencialmente ofrecer ventajas sobre el cobre. Experimentos recientes demostraron resistencias tan bajas como 20 ohmios utilizando diferentes arquitecturas, se demostró que las mediciones detalladas de conductancia en un amplio rango de temperatura concuerdan con la teoría para un conductor cuasi unidimensional fuertemente desordenado.
Las interconexiones híbridas que emplean vías de CNT junto con interconexiones de cobre pueden ofrecer ventajas desde el punto de vista de la fiabilidad y la gestión térmica. En 2016, la Unión Europea financió un proyecto de cuatro millones de euros a lo largo de tres años para evaluar la fabricabilidad y el rendimiento de las interconexiones compuestas que emplean CNT e interconexiones de cobre. El proyecto, denominado CONNECT (CarbON Nanotube compositE InterconneCTs), reúne los esfuerzos de siete socios europeos de la industria y la investigación en torno a técnicas y procesos de fabricación que permitan utilizar nanotubos de carbono fiables para las interconexiones en chip en la producción de microchips ULSI.

### Cables y alambres eléctricos
Los hilos conductores de corriente eléctrica pueden fabricarse a partir de nanotubos puros o de compuestos de nanotubos y polímeros. Ya se ha demostrado que los cables de nanotubos de carbono pueden utilizarse con éxito para la transmisión de energía o datos. Recientemente se han fabricado pequeños cables con una conductividad específica superior a la del cobre y el aluminio; estos cables son los de nanotubos de carbono de mayor conductividad y también los cables no metálicos de mayor conductividad. Recientemente, se ha demostrado que los compuestos de nanotubos de carbono y cobre presentan una capacidad de transporte de corriente casi cien veces superior a la del cobre o el oro puros. Además, la conductividad eléctrica de este compuesto es similar a la del cobre puro. Así pues, este compuesto de nanotubos de carbono y cobre (CNT-Cu) posee la mayor capacidad de transporte de corriente observada entre los conductores eléctricos. Así, para una sección transversal dada de conductor eléctrico, el compuesto CNT-Cu puede soportar y transportar una corriente cien veces superior a la de metales como el cobre y el oro.

## Almacenamiento de energía tras los CNT
El uso de CNT como soporte de catalizadores en pilas de combustible puede reducir potencialmente el uso de platino en un 60% en comparación con el negro de humo. Los CNT dopados pueden permitir la eliminación completa del Pt.

### Supercondensador
El Laboratorio de Investigación de Electrónica del MIT utiliza nanotubos para mejorar los supercondensadores. El carbón activado utilizado en los ultracondensadores convencionales tiene muchos pequeños espacios huecos de varios tamaños, que juntos crean una gran superficie para almacenar carga eléctrica. Pero como la carga se cuantifica en cargas elementales, es decir, electrones, y cada carga elemental necesita un espacio mínimo, una fracción significativa de la superficie del electrodo no está disponible para el almacenamiento porque los espacios huecos no son compatibles con los requisitos de la carga. Con un electrodo de nanotubos, los espacios pueden adaptarse al tamaño (algunos demasiado grandes o demasiado pequeños) y, en consecuencia, la capacidad debe aumentar considerablemente.
Un supercondensador de 40 F con una tensión máxima de 3,5 V en el que se emplearon SWNT cultivados sin aglutinantes ni aditivos alcanzó una densidad energética de 15,6 Wh kg-1 y una densidad de potencia de 37 kW kg-1. Los CNT pueden unirse a las placas de carga de los condensadores para aumentar drásticamente la superficie y, por tanto, la densidad energética. 

### Baterías
Las interesantes propiedades electrónicas de los nanotubos de carbono (CNT) han resultado prometedoras en el campo de las baterías, en el que se está experimentando con ellos como nuevo material de electrodo, en particular el ánodo de las baterías de iones de litio. Esto se debe a que el ánodo requiere una capacidad reversible relativamente alta a un potencial cercano al del litio metálico, y una capacidad irreversible moderada, observada hasta ahora sólo por los compuestos a base de grafito, como los CNT. Se ha demostrado que mejoran en gran medida la capacidad y ciclabilidad de las baterías de iones de litio, así como la capacidad de ser componentes amortiguadores muy eficaces, aliviando la degradación de las baterías que suele deberse a las cargas y descargas repetidas. Además, el transporte electrónico en el ánodo puede mejorarse enormemente utilizando CNT altamente metálicos.
Más concretamente, los CNT han mostrado capacidades reversibles de 300 a 600 mAhg-1, con algunos tratamientos para ellos que muestran que estas cifras aumentan hasta 1000 mAhg-1. Mientras tanto, el grafito, que es el material más utilizado como ánodo para estas baterías de litio, ha mostrado capacidades de sólo 320 mAhg-1. Al crear compuestos a partir de los CNT, los científicos ven muchas posibilidades de aprovechar estas capacidades excepcionales, así como su excelente resistencia mecánica, conductividades y bajas densidades.
Los MWNT se utilizan en cátodos de baterías de iones de litio. En estas baterías, pequeñas cantidades de polvo de MWNT se mezclan con materiales activos y un aglutinante polimérico, como por ejemplo una carga de CNT del 1 % en peso en cátodos de LiCoO2 y ánodos de grafito. Los CNT aumentan la conectividad eléctrica y la integridad mecánica, lo que mejora la capacidad de carga y la vida útil.

#### Baterías de papel
Una batería de papel es una batería diseñada para utilizar una hoja de celulosa delgada como el papel (que es el principal componente del papel normal, entre otras cosas) infundida con nanotubos de carbono alineados. El potencial de estos dispositivos es grande, ya que pueden ser fabricados mediante un proceso de rollo a rollo, lo que lo haría muy barato, y serían ligeros, flexibles y delgados. Para utilizar de forma productiva la electrónica de papel (o cualquier dispositivo electrónico delgado), la fuente de energía debe ser igualmente delgada, lo que indica la necesidad de baterías de papel. Recientemente, se ha demostrado que las superficies recubiertas con CNT pueden utilizarse para sustituir a los metales pesados en las baterías. Más recientemente, se han demostrado baterías de papel funcionales, en las que una batería de iones de litio se integra en una sola hoja de papel mediante un proceso de laminación como un compuesto con Li4Ti5O12 (LTO) o LiCoO2 (LCO). El sustrato de papel funcionaría bien como separador de la batería, mientras que las películas de CNT actúan como colectores de corriente tanto para el ánodo como para el cátodo. Estos dispositivos energéticos recargables muestran potencial en etiquetas RFID, envases funcionales o nuevas aplicaciones electrónicas desechables.
También se han demostrado mejoras en las baterías de plomo-ácido, a partir de una investigación realizada por la Universidad de Bar-Ilan utilizando SWCNT de alta calidad fabricados por OCSiAl. El estudio demostró un aumento de la vida útil de las baterías de plomo-ácido de 4,5 veces y un aumento de la capacidad del 30% de media y de hasta el 200% a altas tasas de descarga.

## Química
Los CNT pueden utilizarse para transportar y desalinizar agua. Las moléculas de agua pueden separarse de la sal forzándolas a atravesar redes de nanotubos electroquímicamente robustas con porosidad controlada a nanoescala. Este proceso requiere presiones mucho menores que los métodos convencionales de ósmosis inversa. En comparación con una membrana simple, funciona a una temperatura 20 °C inferior y a un caudal 6 veces mayor. Las membranas que utilizan CNT alineados y encapsulados con extremos abiertos permiten el flujo a través del interior de los CNT. Los SWNT de diámetro muy pequeño son necesarios para rechazar la sal a concentraciones de agua de mar. Los filtros portátiles que contienen mallas de CNT pueden purificar el agua potable contaminada. Estas redes pueden oxidar electroquímicamente contaminantes orgánicos, bacterias y virus.
Las membranas de CNT pueden filtrar el dióxido de carbono de las emisiones de las centrales eléctricas.
Los CNT pueden rellenarse con moléculas biológicas, lo que ayuda a la biotecnología.
Los CNT pueden almacenar entre un 4,2 y un 65% de hidrógeno en peso. Si se pueden producir en serie de forma económica, 13,2 litros de CNT podrían contener la misma cantidad de energía que un depósito de gasolina de 50 litros.
Los CNT pueden utilizarse para producir nanocables de otros elementos o moléculas, como oro u óxido de zinc. A su vez, los nanocables pueden utilizarse para fabricar nanotubos de otros materiales, como el nitruro de galio. Por ejemplo, los nanotubos de nitruro de galio son hidrófilos, mientras que los CNT son hidrófobos, por lo que pueden utilizarse en química orgánica. 